# Vitas Gerulaitis Cup
Il Vitas Gerulaitis Cup è stato un torneo professionistico maschile di tennis, intitolato alla leggenda del tennis statunitense di origine lituana Vitas Gerulaitis, giocato sul cemento, e che faceva parte dell'ATP Challenger Tour. Disputato nel solo anno della sua inaugurazione, nel 2023, a Vilnius, città lituana, il torneo apparteneva alla categoria Challenger 100. Il torneo ricevette anche il premio come torneo dell'anno per l'area Europa/Africa.

## Albo d'oro

### Singolare
| Anno | Campione    | Finalista    | Punteggio |
| ---- | ----------- | ------------ | --------- |
| 2023 | Liam Broady | Zdeněk Kolář | 6–4, 6–4  |

### Doppio
| Anno | Campioni                           | Finalisti                | Punteggio |
| ---- | ---------------------------------- | ------------------------ | --------- |
| 2023 | Ivan Liutarevich Vladyslav Manafov | Arjun Kadhe Daniel Masur | 6–0, 6–2  |